# Procambridgea rainbowi
Espèce
Procambridgea rainbowi est une espèce d'araignées aranéomorphes de la famille des Stiphidiidae.

## Distribution
Cette espèce est endémique de Nouvelle-Galles du Sud en Australie. Elle se rencontre dans les Montagnes Bleues vers  Jenolan.

## Description
La carapace du mâle décrit par Davies et Lambkin en 2001 mesure 2,5 mm de long et son abdomen 2,3 mm de long. La carapace de la femelle mesure 2,1 mm de long et son abdomen 2,0 mm de long.

## Publication originale
- Forster & Wilton, 1973 : The spiders of New Zealand. Part IV. Otago Museum Bulletin, vol. 4, p. 1-309.